# Emirates
 (транскр.  Емирејтс, арап. طيران الإمارات Ṭayarān Al-Imārāt) је највећа авио-компанија Уједињених Арапских Емирата, са седиштем у Дубаију. Компанија лети редовно са преко 1.990 летова недељно, до 101 дестинације у 61 земљи у Европи, Северној Америци, Блиском истоку, Африци, Азији и Океанији. Карго летове компанија лети под називом Емирејтс СкајКарго. Хаб карго летова је такође на Аеродрому Дубаи.
Године 2009, више од 60% летова Аеродрома Дубаи су авио-компаније Емирејтс. До 2010, очекује се да ће тај број бити 70%. Профит редовних линија Емирејтса брзо расте. До 2011, Емирејтс очекује да има 14.000 члана посаде. У фискалној години 2006/07, 17,5 милиона путника летело је Емирејтсом, а превезено је и 1,2 милиона t терета.
Од 1. Јуна 2017. Емирејтс обавља 7 летова недељно ка Загребу, једином граду из бивше Југославије ка коме та авио компанија саобраћа. У скоријем периоду, Емирејтс планира увођење летова ка више градова у државама бивше Југославије, фаворити су  Београд и Љубљана.
LLC партнер компанија Флај Дубај (FlyDubai) већ има летове ка Београду, Cарајеву и Подгорици.

## Историјат
Компанија је основана маја 1985. године од владе Дубаија. Компанија је летела свој први лет 25. октобра 1985. на дестинацијама за Мумбај и Делхи, а затим у септембру и за Карачи. Летови су обављени са изнајмљеним једним Ербасом A300 Б4 и једним Боингом 737-300 од Пакистан интернешенел ерлајнса. Касније су изнајмљена и два Боинга 727-200 од УАЕ Ројал Флајта. Ти авиони су коришћени док нису стигли нови Ербас A300-600Р и Ербас A310-300 авиони.
Први лет до Европског одредишта био је лет до Лондона - Гетвик у јулу 1987. Летови ка Сингапуру почели су у јуну 1990. Емирејтс је 1. априла 1998. купио 40% националне авио-компаније ШриЛанкан ерлајнс.

## Скајвардс
Скајвардс (енгл. Skywards) је програм награда за верне путнике Емирејтса, ШриЛанкан ерлајнса и осталих путничких партнера Емирејтса. Путници сакупљају миље за награде на летовима Емирејтса, ШриЛанкан ерлајнса или других авио-компаниј које су у сарадњи са Емирејтсом (Џапан ерлајнс, Јунајтед ерлајнс, Континентал ерлајнс, Коријен ер и Саут Африкан ервејз).

## Редовне линије

### Код-шер партнери
Од фебруара месеца 2010. године, следећи је списак авио-компаније ко сарађују са Емирејтсом преко код-шера:
| - Вирџин Аустралија - Ер Малта - Ер Маурицијус - Џапан ерлајнс | - Континентал ерлајнс - Коријан ер - Оман ер - Ројал ер Марок | - Саут Африкан ервејз - Тај ервејз интернашонал - Филипин ерлајнс - Џет ервејз |

## Финансијска и операциона статистика
| Година се завршила | Превезено путника (хиљада) | Пренето терета (хиљада) | Обрт (AEDm) | Трошак (AEDm) | Нето Профит(+)/Губитак(-) (AEDm) |
| ------------------ | -------------------------- | ----------------------- | ----------- | ------------- | -------------------------------- |
| 31. март 1997.     | 3.114,3                    | 159,4                   | 1.198,7     | 1.097,1       | (+)101,623                       |
| 31. март 1998.     | 3.683,4                    | 200,1                   | 4.089,1     | 3.826,7       | (+)262,413                       |
| 31. март 1999.     | 4.252,7                    | 214,2                   | 4.442,9     | 4.130,2       | (+)312,959                       |
| 31. март 2000.     | 4.775,4                    | 269,9                   | 5.113,8     | 4.812,9       | (+)300,900                       |
| 31. март 2001.     | 5.718,8                    | 335,2                   | 6.417,3     | 5.970,7       | (+)421,825                       |
| 31. март 2002.     | 6.765,1                    | 400,6                   | 7.274,6     | 6.783,7       | (+)468,231                       |
| 31. март 2003.     | 8.502,8                    | 525,2                   | 9.709,7     | 8.749,6       | (+)906,747                       |
| 31. март 2004.     | 1.441,3                    | 659,8                   | 13.286,3    | 11.602,1      | (+)1.573,511                     |
| 31. март 2005.     | 12.528,7                   | 838,4                   | 18.130,9    | 15.628,3      | (+)2.407,385                     |
| 31. март 2006.     | 14.497,5                   | 1.018,5                 | 23.050,9    | 20.489,6      | (+)2.474,999                     |
| 31. март 2007.     | 17.544,1                   | 1.155,9                 | 29.839,6    | 26.675,9      | (+)3.096,416                     |
| 31. март 2008.     | 21.229,2                   | 1.282,1                 | 40.196,6    | 35.121,7      | (+)5.020,424                     |
| 31. март 2009.     | 22.730,9                   | 1.408,3                 | 43.266,3    | 43.143,4      | (+)981,676                       |
| 31. март 2010.     | 27.454,5                   | 1.580,6                 | 43.455,8    | 39.890,4      | (+)3.538,000                     |
| 31. март 2011.     | 31.422,0                   | 1.767,0                 | 54.384,0    | 48.943,0      | (+)5.441,000                     |
| 31. март 2012.     | 33.981,0                   | 1.796,0                 | 62.287,0    | 60.474,0      | (+)1.813,000                     |
| 31. март 2013.     | 39.391,0                   | 2.086,0                 | 73.113,0    | 70.274,0      | (+)2.839,000                     |
| 31. март 2014.     | 44.537,0                   | 2.250,0                 | 82.636,0    | 79.382,0      | (+)3.254,000                     |
| 31. март 2015.     | 49.292,0                   | 2.377,0                 | 88.819,0    | 82.926,0      | (+)5.893,000                     |

## Флота
Емирејтс обавља своје летове искључиво са широкотрупних путничких авионима, која се састоји од 3 породице ваздухопловима: Боинг 777 и Ербас А380. Са ставом да одржавају младу флоту, која од априла 2008. године просечно има 5.7 године старости, често обнављају флоту. Са 148 авиона, од јануар месец 2010. године, највећи је корисник породица Боинг 777 авиона.

### Путнички
Путничка флота Емирејтса, од септембра месеца 2015. године, састоји се од следећих ваздухоплова:
| Ваздухоплов     | У флоти | Наручених | Седишта (Прва/Пословна/Економска)                                            | Напомене |
| --------------- | ------- | --------- | ---------------------------------------------------------------------------- | --- |
| Боинг 777-200LR | 10      | —         | 266 (8/42/216)                                                               | |
| Боинг 777-300   | 3       | —         | 380 (18/42/320) 434 (0/49/385)                                               | 6 Авиона у флоти, 3 активна, 3 ван саобраћаја, повлачење из саобраћајa до краја 2017. |
| Боинг 777-300ER | 129     | 2         | 354 (8/42/304) 358 (12/42/304) 364 (12/42/310) 427 (0/42/385) 442 (0/42/400) | Највећи оператор овог типа ваздухоплова на свету. Долазак остатка наручених авиона се очекује до новембра 2017. 135 авиона у флоти, 129 у саобраћају, 6 ван саобраћаја. 5 старијих летелица пребачено у Росија Ерлајнс. |
| Боинг 777-8     | —       | 35        |                                                                              | Почетак испоруке се очекује од 2022. |
| Боинг 777-9     | —       | 115       |                                                                              | Почетак испоруке се очекује од 2020. |
| Ербас A380-800  | 97      | 45        | 489 (14/76/399) 517 (14/76/427) 615 (58/557)                                 | Највећи оператор овог типа ваздухоплова на свету. |
| Укупно:         | 239     | 197       |                                                                              | |

Од септембра 2017. Флота Емирејтс Егзекјутив-а се састоји од једног Ербаса А319-100 у посебној конфигурацији. Ови авиони намењени су посебним муштеријама, најчешће бизнисменима.
| Ваздухоплов    | У флоти | Наручених | Напомене                  |
| -------------- | ------- | --------- | ------------------------- |
| Ербас А319-100 | 1       | —         | 10 (апартмана) 5 (лежаја) |
| Укупно         | 15      | 0         |                           |

| Ваздухоплов     | У флоти | Година                                                                                  |
| --------------- | ------- | --------------------------------------------------------------------------------------- |
| Ербас А300-600P | 6       | 1989-2002                                                                               |
| Ербас А310-300  | 10      | 1987-2007                                                                               |
| Ербас А310-300Ф | 3       | 2005-2009                                                                               |
| Ербас А330-200  | 29      | 1999-2016                                                                               |
| Ербас А340-300  | 8       | 2003-2016                                                                               |
| Ербас А340-500  | 10      | 2003-2016                                                                               |
| Боинг 727Adv    | 3       | 1986-1995                                                                               |
| Боинг 777-200   | 3       | 1996-2015                                                                               |
| Боинг 777-200EP | 6       | 1997-2016                                                                               |
| Боинг 777-300   | 6 (+3)  | 1999-2017                                                                               |
| Боинг 777-300EP | 1       | 2005-2017 Један страдао у несрећи 2016. 5 старијих летелица пребачено у Росија Ерлајнс. |
| Укупно          | 85      |                                                                                         |

### Карго
За више информација погледајте: Емирејтс СкајКарго
Емирејтс Карго је авиокарго филијала Емирејтса. Основана октобар месец 1985. године, исте године када је формиран Емирејтс . Главна је карго филијала Емирејтса, и главна је карго авио-компанија на Аеродром Дубаи.
| Ваздухоплов      | У флоти | Наручених | Носивост   |
| ---------------- | ------- | --------- | ---------- |
| Боинг 747-400ЕРФ | 2       | —         | 117,000 kg |
| Боинг 777Ф       | 13      | —         | 103,000 kg |
| Укупно           | 15      | 0         |            |